# Francisco Orueta y Castrillón
Francisco de Asís Orueta y Castrillón (Lima, 4 de octubre de 1804-ib. 25 de agosto de 1886) fue un abogado, doctor y obispo peruano. Fue obispo titular de Ega (1855-1859); obispo auxiliar de Lima (1855-1859 y 1871-1873); obispo de Trujillo (1859-1873); y finalmente arzobispo de Lima (1873-1886). Se destacó por sus oraciones fúnebres, sus pastorales y sus exposiciones jurídicas en temas eclesiásticos-civiles, pues era experto en ambos derechos. Fue bajo su arzobispado cuando el Perú enfrentó la guerra contra Chile. Su avanzada edad y precaria salud no le permitieron destacar en medio de dicha crisis, como si lo hicieron otros notables miembros del clero peruano, como Manuel Teodoro del Valle, José Antonio Roca y Boloña, Manuel Tovar y Chamorro y Pedro José Tordoya, quienes alentaron el patriotismo peruano.

## Biografía

### Nacimiento y formación
Nacido en el seno de una aristocrática familia, sus padres fueron Pedro Orueta y Ortúzar y Juana Castrillón, hija del marqués de Otero.
Estudió en el Convictorio de San Carlos y se graduó de bachiller en Leyes en 1825. Hizo su práctica forense en el estudio de Nicolás de Araníbar. Compuso un Elogio a Bolívar que leyó durante el homenaje que la Universidad Mayor de San Marcos dio al Libertador el 3 de junio de 1826. Prestigiado por este acontecimiento, se le encomendó la cátedra de Digesto Viejo de dicha universidad.
El 21 de octubre de 1827 se graduó de doctor en Leyes y Cánones y, en ese mismo año, de doctor en Teología. El 14 de diciembre de 1833 se recibió de abogado.

### Sacerdocio
El 11 de octubre de 1829 recibió las sagradas órdenes de manos del obispo del Cuzco José Calixto de Orihuela, y al año siguiente pasó a ser cura de Ticllos, en Áncash. Fue también vicario eclesiástico de Cajatambo.
El arzobispo de Lima Francisco de Sales Arrieta le llamó a su lado, nombrándole como su secretario de cámara. El siguiente arzobispo, Francisco Javier de Luna Pizarro, lo mantuvo en dicho cargo,  pero Orueta, que deseaba llevar una vida tranquila, ingresó a la Congregación del Oratorio de San Felipe Neri y llegó a ser prepósito de la casa de Lima.
También siguió ejerciendo la docencia. Fue regente de estudios y vicerrector del Convictorio de San Carlos; y catedrático de Prima de Leyes en la Universidad de San Marcos. En 1853 fue nombrado decano del Colegio de Abogados de Lima.

## Episcopado

### Obispo titular de Ega y auxiliar de Lima
El 28 de septiembre de 1855 fue preconizado por el papa Pío IX como obispo titular de Ega (Aegae), siendo consagrado por el arzobispo de Lima José Manuel Pasquel en la Iglesia de San Pedro, siendo al mismo tiempo consagrado como obispo auxiliar de Lima.
Cuando Pasquel falleció el 15 de octubre de 1857, Orueta pasó a ser administrador apostólico de la arquidiócesis limeña, hasta que asumió como nuevo arzobispo José Sebastián de Goyeneche y Barreda.

### Obispo de Trujillo
Cuando en 1857 falleció el obispo de Trujillo Agustín Guillermo Charún, Orueta fue propuesto para ocupar la sede vacante. El 26 de septiembre de 1859 fue confirmado como obispo de Trujillo, tomando posesión de su sede el 12 de diciembre de 1860.
Su especialidad en ambos Derechos hizo que fuese requerido para argumentar la defensa de los fueros de la Iglesia amenazados por el gobierno, entonces bajo influencia de los liberales. En 1867, a solicitud del arzobispo Goyeneche y en calidad de sufragáneo, dio un magistral informe sobre la desamortización proyectada por el gobierno. Asimismo, en 1868, dio otro informe sobre un proyecto del Senado en orden a reducir a la mitad los derechos matrimoniales y funerales.
El arzobispo Goyeneche, ya anciano, quiso tener a Orueta a su lado como obispo auxiliar y con derecho a sucesión, por lo que pidió permiso al gobierno peruano para elevar las preces al papa Pío IX en tal sentido. El gobierno se negó inicialmente, cuestionando lo del derecho a sucesión. No insistió Goyeneche en esto último, por lo que su pedido fue finalmente aceptado, siendo elevadas las preces al papa, quien accedió a que Orueta fuera obispo auxiliar de Lima, sin renunciar a la diócesis de Trujillo (16 de agosto de 1871). Orueta viajó entonces a Lima, dejando el gobierno de la diócesis de Trujillo a Domingo Arméstar.
No había transcurrido ni un año de su estancia en Lima, cuando el 19 de febrero de 1872 falleció el arzobispo Goyeneche. Orueta, que se hallaba con mala salud y residiendo en el balneario de Barranco, pasó a ocupar el cargo de administrador apostólico de la arquidiócesis.

### Arzobispo de Lima
Para ocupar la vacante silla arzobispal de Lima, el gobierno de José Balta propuso en 1872 a monseñor Manuel Teodoro del Valle, entonces obispo de Huánuco. Este fue preconizado por la Santa Sede ese mismo año, pero su nombramiento fue cuestionado por el nuevo gobierno de Manuel Pardo, que arguyó que el gobierno anterior no había respetado el trámite establecido en la proposición, el mismo que exigía la intervención del Congreso, de acuerdo a una ley dada en 1864. Se produjo entonces un entredicho con la Santa Sede, que el mismo Del Valle resolvió al renunciar a la arquidiócesis limeña.
Fue en esas circunstancias cuando Orueta fue propuesto para ocupar la vacante silla arzobispal, no obstante su edad y su endeble salud. El 21 de marzo de 1873 asumió el arzobispado de Lima, que gobernó hasta su fallecimiento en 1886. Se destacó por sus oraciones fúnebres, sus pastorales y sus exposiciones jurídicas en temas mixtos eclesiásticos-civiles, en los que demostraba mucho conocimiento y erudición.
Su gobierno metropolitano fue paternal y sin contratiempos hasta el estallido de la Guerra del Pacífico (1879-1883), durante la cual el Perú sufrió la invasión de las fuerzas chilenas y la ocupación de Lima, que trastocaron todo el ordenamiento del país. Durante dicha guerra, los obispos peruanos dirigieron a sus fieles sendas cartas pastorales, recordándoles las sagradas obligaciones hacia la patria. Destaca la pastoral de Orueta:

La pastoral del arzobispo de Lima monseñor Francisco Orueta y Castrillón (9 de abril de 1879) denuncia claramente –aludiendo a Chile– “la evidente injusticia en esta guerra” e hace vehementes llamados a los soldados y marinos; a los sacerdotes que van a acudir a las capellanías castrenses y a los que se quedan al frente de sus iglesias o de otros ministerios; a las religiosas, a las esposas y madres; en fin, a todos los hijos de la grey arquidiocesana, para que todos, en la medida de sus fuerzas y posibilidades, cooperen con la defensa del Perú. Además de ordenar rogativas especiales por el triunfo de las armas nacionales, Orueta dispone se abra “una colecta para los gastos de guerra, en la cual tomarán parte, según sus recursos, todos los curas y sacerdotes de nuestra jurisdicción, que pueden hacerlo; como igualmente las instituciones religiosas y establecimientos piadosos”.
Armando Nieto Vélez S.J.

Se organizó la Vicaría General del Ejército, dirigida por el presbítero Antonio García, que dispuso el envío de capellanes al teatro de operaciones del sur. Durante la ocupación chilena de Lima, prosiguió la obra humanitaria de la Iglesia. Los sacerdotes dieron una importante ayuda en los hospitales de sangre de San Pedro, la Exposición, Santa Sofía, San Bartolomé, etc. Asimismo, acudieron a la isla de San Lorenzo a socorrer a los prisioneros peruanos repatriados desde Chile e hicieron obras de caridad. Figuras notables del clero peruano, como José Antonio Roca y Boloña, Manuel Tovar y Chamorro y Pedro José Tordoya alentaron el patriotismo peruano.
Durante esa época crítica, a monseñor Orueta se le encomendó diversos cargos dentro del Estado. El gobierno de Mariano Ignacio Prado lo nombró Presidente de la Junta Central de Administradora de Donativos de la Guerra (1879). La dictadura de Nicolás de Piérola lo nombró presidente del Consejo de Estado (1880). Y durante el gobierno de Miguel Iglesias fue designado presidente de la Asamblea del Norte (1883), pero no llegó a  asistir a las reuniones.
Rubén Vargas Ugarte ha comentado lo siguiente sobre la labor de Orueta en la arquidiócesis limeña:

Su labor en la arquidiócesis, aunque no fue de relieve, no dejó de ser provechosa a sus diocesanos. Las circunstancias por las que atravesaba el país no permitieron que desplegase mayor actividad, y sea por los años que pesaban sobre él, sea por su carácter, al sobrevenir la guerra con Chile, este prelado no estuvo a la altura que pedía la situación del país.

El 25 de agosto de 1886, Orueta falleció a la edad de 81 años, siendo sepultado en la cripta de Catedral de Lima.

## Publicaciones
- Oración fúnebre del Ilmo. Sr. Dr. D. Jorge Benavente...  (1839)
- Carta pastoral... al tomar posesión de la iglesia de Trujillo (1860)
- Publicación del jubileo universal concedido por Nuestro Santísimo Padre el señor Pío IX...  (1866)
- Exposición sobre el proyecto de ley de desamortización de bienes eclesiásticos (1867)
- Informe sobre derechos matrimoniales y abolición de las cuartas funerales (1868)
- Exposición... sobre sepultura en cementerios sagrados y jurisdicción espiritual que en ellos compete a los obispos (1868)
- Carta pastoral (1871) sobre infalibilidad del Papa.
- Carta pastoral... con motivo de la guerra declarada al Perú por la República de Chile (1879).
- Concordia entre el sacerdocio y el imperio: defensa apologética en favor de la inmunidad del fuero eclesiástico.
- Informe sobre las comunidades religiosas.